# Yesü Möngke
Yesü Möngke (ook Yesu Mangu en varianten tussen deze beide schrijfwijzen), (gest. 1252) was een zoon van Chagatai Khan en een kleinzoon van Genghis Khan. Hij was khan van het Khanaat van Chagatai van 1246 tot 1252. Hij volgde zijn neef Qara Hülëgü op en werd ook weer door Qara Hulegu opgevolgd.
De strijd tussen de verschillende mogelijke troonopvolgers na de dood van Ögedei zorgde ervoor dat de verschillende kleinzonen van Genghis Khan zich in fracties verdeelden. Door een lange serie intriges werd uiteindelijk Güyük de nieuwe khagan. Deze besloot de hem ongunstig gezinde Qara Hulegu van de troon te stoten en de macht aan de hem gunstiger gezinde Yesü Möngke te geven. Na de dood van Guyuk werd de macht echter, na een nieuwe machtsstrijd, overgenomen door Möngke, de zoon van Tolui. Deze had een vete met de familie van Güyük en diens aanhangers (zijnde de stammen van Chagatai en Ögedei), zodat Yesü Möngke van de troon werd gestoten. Hij werd door Mangu verbannen naar Batu Khan, de khan van de Gouden Horde, die hem vervolgens executeerde.